# Aleksandr Lubotski
Aleksandr Lubotski (en ruso Александр Лубоцкий), también transliterado como Alexander Lubotsky (Moscú, 16 de abril de 1956), es un lingüista ruso experto en indología y lenguas indoeuropeas.

## Biografía
Alexander Lubotsky nació el 16 de abril de 1956 en Moscú, Rusia. Graduado en 1978, obtuvo el título de doctor en lingüística en 1987, a raíz de una tesis sobre la "Acentuación en Sánscrito y lenguas protoindoeuropeas" bajo la supervisión de Robert S. P. Beekes.
Desde 1999, ha sido catedrático de Lingüística comparativa de las lenguas indoeuropeas en la Universidad de Leiden. Es editor jefe del proyecto de Diccionario etimológico indoeuropeo impulsado por la Universidad de Leiden y miembro del consejo editorial de Brill, la empresa que también apoya el proyecto de Diccionario etimológico.